# Sin City (productora)
Sin City es un estudio de cine pornográfico estadounidense. La empresa es propiedad de David Sturman, que es hijo de Reuben Sturman, y el hijo de David, Jared es el General Mánager. En 2007 firmó un contrato de exclusividad de dos años con Tory Lane para actuar y dirigir películas, pero en mayo de 2008 se anunció que Lane rompía el contrato.

## Premios
A continuación se indican los premios más relevantes que Sin City ha conseguido.
- AVN awards de 1996  - 'Best Gang bang Tape' por 30 Men for Sandy[4]
- AVN awards de 2001 - 'Best Film' por Watchers[4]
- AVN awards de 2008 - 'Best Continuing Video Series' por Dementia[4]